# Idionyx intricata
Idionyx intricata är en trollsländeart som beskrevs av Fraser 1926. Idionyx intricata ingår i släktet Idionyx och familjen skimmertrollsländor. IUCN kategoriserar arten globalt som livskraftig. Inga underarter finns listade i Catalogue of Life.